# Konstantin Uhder

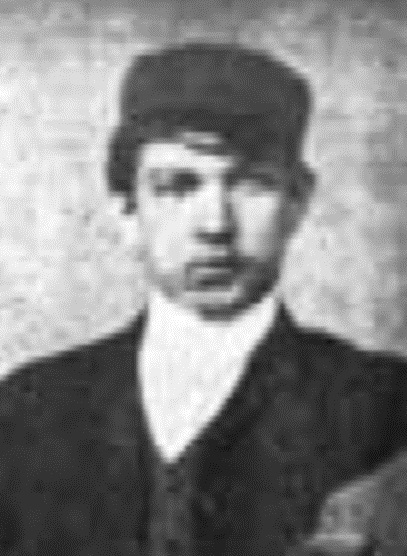
Konstantin Uhder als Student (um 1890)

Konstantin Uhder (* 19. Februar 1870 in Wolmarshof; † 29. Mai 1919 in Alt-Schwaneburg), lettisch Konstantīns Ūders oder Konstantīns Ūdris, war ein lettischer Pastor. Er gilt als evangelischer Märtyrer und ist auf dem Rigaer Märtyrerstein verzeichnet.
Die Datumsangaben in diesem Artikel richten sich, wenn nicht anders angegeben, für den Zeitraum bis 1918 nach dem julianischen Kalender.

## Leben

### Jugend und Ausbildung
Konstantin Uhder war der Sohn eines mittellosen lettischen Schulmeisters, der früh verstarb, und konnte trotz großer finanzieller Schwierigkeiten während seines Studiums an der Kaiserlichen Universität Dorpat, die zu Unterbrechungen führten, gesellschaftlich aufsteigen, ohne allerdings eine höhere literarische Bildung zu erreichen. Der Maler Theodor Uhder (lettisch Teodors Ūders, 1868–1915) war sein Bruder.
Ab 1900 setzte ihn Oskar Schabert für die neugegründete livländische Seemannsmission als Seemannspfarrer für die lettischen Seeleute in Cardiff in Wales ein, um es diesen zu ermöglichen, den Gottesdienst in ihrer Muttersprache zu feiern. Uhder wurde am Sonntag, dem 20. Apriljul. / 3. Mai 1903greg., um 10 Uhr vormittags in der Rigaer St. Gertrudkirche durch den livländischen Generalsuperintendenten Oehrn ordiniert. Danach hielt er selbst die Predigt, die Kollekte war für die Seemannsmission bestimmt. Uhder ging zunächst wieder als Seemannspastor nach Cardiff.
Der Rigaer Stadtvikar Alexander Burchard (siehe Kapitel „Literatur“) sorgte dann 1905 für die Einsetzung Uhders als Adjunkt für die Pastor Carl Walter (1834–1905) anvertraute Paulsgemeinde. Die Umwälzungen im Zusammenhang mit der Russischen Revolution von 1905 hatten zu Spannungen zwischen Deutsch-Balten und Letten geführt, weshalb Burchard es begrüßte, einen Letten für das Amt in dieser mehrheitlich lettischen Gemeinde gewonnen zu haben. Burchard beschreibt Uhder als weltfremd, subjektiv und unfähig, sich auf andere Personen einzustellen. Alexander Burchard nennt dafür folgendes Beispiel:
Der musikalisch sehr begabte Uhder verbrachte seine Freizeit am Klavier, konnte sich dabei aber nicht in den bettlägerig kranken, alten Walter einfühlen, der sich dadurch gestört fühlte. Pastor Walter beschwerte sich, das Konsistorium habe ihm einen Musikanten an Stelle eines Adjunkten geschickt. Burchard versuchte, Uhder zu mehr Rücksichtnahme zu bewegen, der zustimmte, aber sein Versprechen immer wieder vergaß.
Walter berichtete Burchard am Morgen seines Todestages von einer Begebenheit des Vortages, lächelnd eingeleitet mit den Worten: „Denk dir, der liebe Gott hat mir gestern vor meinem Tode noch eine große Freude geschenkt.“ So kam Uhder zu Walter und berichtete ihm, er habe eine Vision gehabt. Mitten auf der Diele habe ein Frauenkopf mit wirren Haaren gestanden, um den feurige Kugeln geflogen seien, und er habe eine deutliche Stimme gehört, die ihm sagte: „Uhder, du bist dumm.“ Walter antwortete ihm darauf: „Hören sie, Uhder, bis jetzt habe ich an Visionen nicht geglaubt, aber jetzt glaube ich, dass es Visionen gibt!“
Auf der anderen Seite nennt Burchard Uhder eine reine Seele und einen frommen Menschen.

### Pastor in Aahof
Ab 1906 war Konstantin Uhder Pastor in Aahof. Seine Gemeinde schätzte ihn.
1917 übernahmen die Bolschewiki erstmals die Kontrolle und erwarteten von Uhder, sie zu unterstützen, wenn er keine Störungen von ihrer Seite her wollte. Der Pastor gehorchte ihnen nicht. Die Maßnahmen gegen ihn begannen sofort. So wurde das Kirchengebäude von ihnen konfisziert, so dass die Gottesdienste im Pastorat stattfinden mussten.
Der Pfarrer sollte zum Schweigen gebracht werden, weshalb er im Dezember 1917 inhaftiert wurde. Seine Gemeinde setzte sich aber nachhaltig für ihn ein, was die Bolschewiki zwang, ihn aus der Haft zu entlassen.
Am 25. Februar 1918 marschierte die deutsche Armee in Aahof ein, womit die erste kommunistische Vorherrschaft beendet war. Während der deutschen Besatzungszeit konnte der Pastor seine Gemeinde erneuern und hielt auch Gottesdienste für die deutschen Soldaten. Diese baten ihn erfolgreich, dabei auch Fürbitte für Kaiser Wilhelm II. zu halten.
Am Ende des Ersten Weltkrieges zogen die deutschen Truppen ab. Die Rückkehr der Bolschewiki war nur eine Frage der Zeit.

### Exil, Rückkehr und Hinrichtung
Konstantin Uhder wusste, dass die Bolschewiki ihn sofort festnehmen würden, weshalb er am 25. November 1918, zu Beginn des Lettischen Unabhängigkeitskrieges, seine Gemeinde verließ und nach Riga ging, in der Hoffnung, dass diese Stadt um jeden Preis gegen die Bolschewiki verteidigt werde, und dass er dort das Ende ihrer Herrschaft abwarten könne. Hier arbeitete er wissenschaftlich und gab sich der Musik hin, die er so schätzte.
Am 22. Mai 1919 wurde Riga, das ebenfalls von Bolschewiki besetzt worden war, von der Baltischen Landeswehr erobert. Der größte Teil des Landes stand nicht mehr unter dem Einfluss der Bolschewiki, so dass sich der Pastor sicher fühlte, und in seine Heimat zurückkehren wollte.
Zuerst wollte er sich zu seiner Familie in Alt-Schwanenburg begeben. Er erreichte den Ort am 28. Mai. Zu diesem Zeitpunkt war der Ort noch unter Kontrolle lettischer Bolschewiki. Uhder wurde festgenommen und dem Tribunal vorgeführt. Er wurde beschuldigt, für die Deutschen zu spionieren, und erhielt ein Todesurteil. Danach wurde er gemeinsam mit neun weiteren Todeskandidaten inhaftiert. Er bereitete sich selbst und seine Mitgefangenen auf den Tod vor.
Nachts wurden sie aus dem Ort geführt, wo sie sich der Reihe nach vor ihren bereits ausgehobenen Gräbern aufstellen mussten. Der Pastor war der erste. Eine erste Salve wurde auf ihn abgefeuert. Uhder blieb unverletzt und rief:

„Zielt doch genau, die Engel warten auf mich.“

Eine zweite Salve wurde auf Konstantin Uhder abgefeuert; drei Kugeln durchdrangen und töteten ihn, so dass er in sein Grab fiel. Noch am selben Tag wurde Alt-Schwaneburg von den Gegnern der Bolschewiki besetzt.